# Минько, Нина Ивановна
Нина Ивановна Минько (11 октября 1934, Тирасполь — 1 июня 2025, Белгород) — учёный в области технологии стекла и стеклокристаллических материалов, доктор технических наук, профессор кафедры технологии стекла и керамики Белгородского государственного технологического университета им. В. Г. Шухова, академик Российской академии естественных наук, Заслуженный работник Высшей школы РФ, Почётный работник стекольной промышленности РФ.

## Биография
Родилась 11 октября 1934 года в г. Тирасполе Молдавской ССР. В 1957 году окончила Киевский государственный университет им. Т. Г. Шевченко по специальности физико-химик.
В 1968 году завершила обучение в аспирантуре Украинского заочного политехнического института (г. Харьков) по специальности «технология силикатов».
В течение 20 лет работала на Константиновском заводе «Автостекло» и в НИИ завода «Автостекло» (Донецкая область). Прошла путь от инженера центральной физической лаборатории завода до заведующей лабораторией качества флоат-стекла. Возглавляла отдел физико-химических методов исследований и контроля производства НИИ завода «Автостекло».
Более 10 лет по совместительству преподавала, руководила научно-исследовательскими и дипломными проектами студентов, была членом ГЭК на Константиновском общетехническом факультете Украинского заочного политехнического института (УЗПИ), где при её непосредственном участии на кафедре технологии силикатов было подготовлено более 600 инженеров по технологии стекла и керамики.
С 1977 года Н. И. Минько работала в Белгородском технологическом институте строительных материалов (сегодня — БГТУ им. В. Г. Шухова).
Производственный, научный и педагогический опыт позволили Нине Ивановне подготовить материальную, методическую, научную и опытно-промышленную базу в БТИСМ для создания кафедры химической технологии стекла и ситаллов (позднее — кафедры технологии стекла и стеклокристаллических материалов), которую она возглавляла с 1983 по 2010 годы.
С 1979 по 1984 годы работала в должности проректора по научной работе.
В 1980 году была избрана депутатом Городского Совета Белгорода.
Под руководством проф. Н. И. Минько кафедрой ТСиСКМ подготовлено свыше 1400 инженеров-технологов по стеклу.
Большое внимание Нина Ивановна уделяет курсам повышения квалификации работников стекольной промышленности. Помимо лекций неоднократно проводила мастер-классы на стекольных заводах.
В настоящее время Н. И. Минько — профессор кафедры технологии стекла и керамики.
Скончалась 1 июня 2025 года в возрасте 90 лет.

## Награды, премии, звания
- медаль «За доблестный труд. В ознаменование 100-летия со дня рождения В. И. Ленина» (1970)
- нагрудный знак «Победитель соцсоревнования Минпромстройматериалов УССР» (1973)
- золотая медаль ВДНХ (1983)
- медаль «Ветеран труда» (1986)
- серебряная медаль ВДНХ (1987)
- орден Екатерины Великой «За служение науке и просвещению» II степени (2007)
- медаль ордена «За заслуги перед Отечеством» II степени (2014)[5]
- орден «За заслуги перед стекольной промышленностью России» III степени (2014)[6]

#### Присвоены звания
- Почётный работник высшего профессионального образования РФ (1999)
- Заслуженный работник Высшей школы РФ (2002)
- Лауреат Всероссийского конкурса «Инженер года» (2004)[7]
- Почётный работник стекольной промышленности РФ (2005)
- Лауреат премии имени А. Н. Косыгина Российского союза товаропроизводителей (2005)
- Заслуженный деятель науки и образования (2011)
- Основатель научной школы (2013)[8]

#### Имя занесено в Книгу Почета и справочные издания
- Книга Почёта завода «Автостекло», г. Константиновка Донецкой области (1982)
- Кто есть кто в российской химии: справочник / ред.-сост. С. М. Темкин. — М., 2004. — С. 268
- Кто есть кто в стекольной промышленности СНГ. Стеклодосье / авт.-сост. В. Н. Болотин. — М : Стекло мира, 2011. — С.73
- Ученые России: энциклопедия / под общ. ред. М. Ю. Ледванова . — М.: ИД «Академия Естествознания», 2005. -Т.1 — С. 101
- Золотая книга Российского союза товаропроизводителей / Н. И. Рыжков, Г. П. Харченко, Н. Н. Малышев и др. — Белгород: Областная типография, 2006. — С. 48

## Профессиональная и научная деятельность
В 1968 году в Минском политехническом институте Н. И. Минько защитила диссертацию на соискание ученой степени кандидата технических наук по теме: «Исследование явлений несмешиваемости и кристаллизации в процессе производства прозрачного кварцевого стекла при наличии примесей в исходном сырье».
1988 г. Высшей аттестационной комиссией ей присвоено звание профессора.
Докторская диссертация по теме: «Новые стекла, стеклокристаллические материалы и технологии с использованием сырья, содержащего элементы с несколькими устойчивыми степенями окисления» была защищена в 1994 году в Российском химико-технологическом университете им. Д. И. Менделеева.
Научное направление «Окислительно-восстановительные процессы в технологии стекла и стеклокристаллических материалов», которое Н. И. Минько начала развивать в НИИ «Автостекло», было продолжено в БГТУ им. В. Г. Шухова, где сформировалась научная школа по физико-химии и технологии стекла и СКМ. Была создана и функционировала в течение 1985—1991 гг. отраслевая научно-исследовательская лаборатория по энерго- и ресурсосбережению, финансируемая Главным управлением стекольной промышленности Министерства промышленности строительных материалов СССР. Под руководством ученого разработана серия стёкол и стеклокристаллических материалов, в том числе с использованием вторичных продуктов горнорудного бассейна КМА, огненно-жидких шлаков силикомарганца и продуктов других отраслей промышленности. Разработанные материалы прошли опытно-промышленные испытания, отдельные — промышленное внедрение, и были удостоены золотой, серебряной и бронзовой медалей ВДНХ (1983—1987 гг).
В область научных интересов также входят:
- покрытия на стекле, модифицирующие его свойства;
- теплоизоляционные и композиционные материалы на основе стекла;
- ресурсо- и энергосбережение, расширение сырьевой базы за счет использования вторичных продуктов в технологии стекломатериалов.

Под руководством Н. И. Минько защищены 3 докторских и 11 кандидатских диссертаций.
Была оппонентом на защите 14 кандидатских и 7 докторских диссертаций в области стекломатериалов.
Основное направление научно-методической работы: совершенствование подготовки инженеров-технологов для стекольной промышленности, повышение их квалификации.
В ВЗПИ и БГТУ им. В. Г. Шухова преподавала и преподает дисциплины: физическая химия силикатов; кристаллография и минералогия; химическая технология стекла; контроль производства, метрология и сертификация продукции; технология стеклокристаллических материалов; специальные технологии стекла и др.
В 1995—1996 годах прошла стажировку в Университете им. Фридриха-Александра в Эрлангене и Нюрнберге (Германия).
Была приглашена в Китай для чтения лекций и научных докладов: в 1995 г. — в Технологическом институте г. Мяньян, в 2002 г. — в НИИ Стекловолокна г. Нанкин.
Принимала участие в работе Международных выставок стекла в Италии, Франции и Германии (1997, 1988, 2000, 2004 гг.).
Профессор Н. И. Минько является автором и соавтором более 400 научных статей и более 30 патентов на изобретения.

#### Основные научные и учебные издания
- Электрическая варка стекла : монография / Н. И. Минько, В. С. Бессмертный, В. В. Калатози. — Белгород : Изд-во БГТУ им. В. Г. Шухова, 2016. — 316 с.
- Теплоизоляционные стекломатериалы. Пеностекло : монография / Н. И. Минько [и др.]. — 2-е изд., испр. — Белгород : Изд-во БГТУ им. В. Г. Шухова, 2016. — 261 с.
- Неорганические теплоизоляционные материалы научные основы и технология : монография / Н. И. Минько, О. В. Пучка, М. Н. Степанова, С. С. Вайсера ; БГТУ им. В. Г. Шухова. — Белгород : Изд-во БГТУ им. В. Г. Шухова, 2014. — 262 с.
- Минько, Н. И. Прочность и методы упрочнения стекла : учеб. пособие / Н. И. Минько, В. М. Нарцев. — Белгород : Изд-во БГТУ им. В. Г. Шухова, 2012. — 155 с.
- Формирование потребительских свойств изделий из стекла, полученных методом электроварки : монография / Н. И. Минько, С. В. Семененко, В. С. Бессмертный, О. Н. Бахмутская. — Воронеж : Научная книга, 2011. — 278 с.
- Минько, Н. И. История развития и основы технологии стекла : учеб. пособие / Н. И. Минько, В. М. Нарцев, Р. Г. Мелконян; БГТУ им. В. Г. Шухова. — Белгород : Изд-во БГТУ им. В. Г. Шухова, 2009. — 396 с.
- Методы получения и свойства нанообъектов : учеб. пособие / Н. И. Минько [и др.]. — Москва : Флинта : Наука, 2009. — 162 с.
- Пеностекло. Научные основы и технология : монография / Н. И. Минько, О. В. Пучка, В. С. Бессмертный, С. В. Семененко, В. Б. Крахт, Р. Г. Мелконян. — Воронеж : Научная книга, 2008. — 168 с.
- Методы получения и свойства нанообъектов : учеб. пособие / Н. И. Минько, В. В. Строкова, И. В. Жерновский, В. М. Нарцев . — Белгород : Изд-во БГТУ им. В. Г. Шухова, 2007. — 148 с.
- Минько, Н. И. Методы получения и свойства нанообъектов : монография / Н. И. Минько, В. М. Нарцев . — Белгород : Изд-во БГТУ им. В. Г. Шухова, 2005. — 105 с.
- Минько, Н. И. Избранные труды / Н. И. Минько. — Белгород : Изд-во БГТУ им. В. Г. Шухова, 2004. — 543 с.
- Минько, Н. И. Контроль производства и качества продукции : учеб. пособие / Н. И. Минько, В. И. Онищук, Н. Ф. Жерновая. — Белгород : БелГТАСМ, 1998. — 109 с.
- Шаеффер, Н. А. Технология стекла / Н. А. Шаеффер, К. Х. Хойзнер; пер. с нем.и ред. Н. И. Минько. — Кишинев : CTI-Print, 1998. — 280 с.[10]

#### Членство в научных и профессиональных организациях, редакционных коллегиях журналов
- Член Ученого совета БТИСМ (БГТУ им. В. Г. Шухова) (1979—2016)
- Зам. председателя Диссертационного совета по специальности «Технология силикатных и тугоплавких неметаллических материалов» БГТУ им. В. Г. Шухова (1995—2005)
- Член Диссертационного совета по специальности «Строительные материалы и конструкции» БГТУ им. В. Г. Шухова (2005—2015)
- Член Диссертационного совета по специальности «Технология силикатных и тугоплавких неметаллических материалов» БГТУ им. В. Г. Шухова (с 2006 г. по настоящее время)
- Член редакционной коллегии журнала «Техника и технология силикатов» (1994—2010)

В настоящее время является членом Национальной комиссии по стеклу РФ (ИСХ РАН, Санкт-Петербург) и членом оргкомитетов Международных конференций в РФ (Москва, Саратов, Санкт-Петербург).